# Joan Peters
Joan Peters (* 29. April 1936 als Joan Sidney Friedman in Chicago, Illinois; † 6. Januar 2015 ebenda) war eine amerikanische Journalistin und Autorin.

## Leben
Peters studierte an der University of Illinois, die sie ohne Abschluss verließ, und arbeitete als freie Journalistin für Zeitschriften wie das Harper’s Magazine.
Peters schrieb für CBS, Harper’s, Commentary, The New Republic und The New Leader. Sie veröffentlichte zahlreiche Publikationen zu Israel und Palästina. Dem Kabinett Carter arbeitete sie als Nahostexpertin zu. Zuletzt war sie Vorstandsmitglied des National Committee on American Foreign Policy, einer unter anderem von Hans Morgenthau begründeten Denkfabrik.
Bekannt wurde sie (besonders in den USA) durch die kontroverse Auseinandersetzung über ihr 1984 veröffentlichtes Buch From Time Immemorial: The Origins of the Arab-Jewish Conflict Over Palestine („Seit Urzeiten: Die Ursprünge des arabisch-jüdischen Konflikts um Palästina“), das die Besiedlung Palästinas durch Araber und Israelis behandelt. Es wurde ein Bestseller in den USA und Israel.
In diesem Buch spricht Joan Peters den Palästinensern jedes historische Heimatrecht ab. Ihr Buch sowie die darin enthaltenen Behauptungen und Schlussfolgerungen wurden immer wieder als Belege dafür herangezogen, dass die Palästinenser kein Anrecht auf einen eigenen Staat hätten. Peters behauptet, Palästina sei seit Urzeiten entweder unbesiedelt oder von Israeliten und Zionisten besiedelt gewesen, während Araber und Palästinenser erst später zugewandert seien. Die meisten Palästinenser seien erst ab 1917 ins Land gekommen – angelockt durch den wirtschaftlichen Aufschwung der wachsenden jüdischen Gemeinde in Palästina. Daher hätten sie keinerlei historisch verbrieftes Anrecht auf das Land. Diese Argumentation gipfelte in der Behauptung, die Palästinenser hätten kollektiv Unterlagen gefälscht, um Besitz- und Siedlungsrechte in Palästina zu erhalten. Das Buch erhielt 1985 den National Jewish Book Award des National Jewish Book Council.
Joan Peters starb am 5. Januar 2015 in ihrer Heimatstadt Chicago im Alter von 78 Jahren an einem Schlaganfall. Ihre erste Ehe mit Gary Peters wurde geschieden. Mit ihrem zweiten Ehemann, Stanley Kaplan, war sie bis zu dessen Tod im Jahr 1991 verheiratet. Peters war seit 1997 mit William Caro verheiratet, dessen Nachnamen sie annahm.
Die Bestattung fand am 8. Januar 2015 in der Chicago Synagoge Anshe Emet statt.

## Kritik
Gegenüber vielen positiven Rezensionen beurteilte Norman Finkelstein in seiner Doktorarbeit das Buch From Time Immemorial von Joan Peters im Ergebnis als weitgehend falsche, nur vordergründig wissenschaftliche Darstellung der Verhältnisse in Palästina vor und nach der Gründung des Staates Israel. Seine Versuche, diese Beurteilung als Artikel in amerikanischen Medien zu veröffentlichen, waren anfangs erfolglos; erst durch Noam Chomskys Eintreten erschien Finkelsteins Artikel in dem kleinen Magazin In these Times. Er fand jedoch zunächst weder in der Fachwelt noch der Presse Beachtung.
Erst nachdem Peters’ Buch in Großbritannien erschienen war und Chomsky Finkelsteins Untersuchungen dazu dort bekannt gemacht hatte, wurden die Rezensenten auf ihn aufmerksam. Nun erhielt das Buch From Time Immemorial von Joan Peters durchweg negative Kritiken, unter anderem im renommierten London Review of Books. Selbst israelische Historiker wie Yehoshua Porath verrissen das Buch als Pseudowissenschaft (Pseudo-Scholarship). Auch in den USA wurden die zuvor positiven Rezensionen wie die von Daniel Pipes danach relativiert.

## Werke
- From Time Immemorial: The Origins of the Arab-Jewish Conflict Over Palestine. Harper and Row, 1984 (spätere Ausgabe: JKAP Publications 2001, ISBN 0-9636242-0-2)

## Auszeichnungen
- 1985: Morris J. Kaplun Award im Rahmen des National Jewish Book Award des National Jewish Book Council für From Time Immemorial: The Origins of the Arab-Jewish Conflict Over Palestine.[4]